# Fontanazzo
Fontanazzo è un termine usato in idrologia per indicare una sorgente che si forma per infiltrazione d'acqua sul lato esterno di un argine durante la piena di un fiume, in particolare nel caso in cui l'alveo del fiume si trovi in posizione rilevata rispetto alla pianura alluvionale circostante.

## Cause e contenimento
I fontanazzi mettono a rischio la stabilità degli argini lungo i corsi d'acqua in quanto favoriscono una rapida erosione del terreno costituente e sottostante l'argine stesso. I fontanazzi sono combattuti mediante la posa di sacchi di sabbia attorno al foro in modo da formare una coronella.
Una delle cause più frequenti di formazione dei fontanazzi trova origine nell'attività di scavo svolta da alcuni animali quali, ad esempio, la nutria, la volpe e il tasso. Questi mammiferi costruiscono le loro tane preferibilmente in prossimità dei corsi d'acqua, scavando profondi cunicoli all'interno dell'argine che possono attraversarlo per tutta la sua larghezza. In quest'ultimo caso, diventa spesso necessario l'intervento immediato di chiusura delle gallerie allo scopo di ripristinare la sicurezza idraulica del corso d'acqua.